# Eridolius dorsator
Eridolius dorsator là một loài tò vò trong họ Ichneumonidae.